# Rudik Mykyrtczian
Rudik Mykyrtczian (orm. Ռուդիկ Մկրտչյան; ur. 4 września 1993) – ormiański zapaśnik walczący w stylu klasycznym. Zajął siódme miejsce na mistrzostwach świata w 2022 roku.
Brązowy medalista mistrzostw Europy w 2021 i 2022. Dwunasty w indywidualnym Pucharze Świata w 2020. Wojskowy mistrz świata z 2018; drugi w 2021 i trzeci w 2013. Trzeci na MŚ juniorów w 2011, wicemistrz Europy kadetów w 2010 roku.